# AG Weser
Aktien-Gesellschaft Weser, namngivet efter floden Weser, var ett skeppsvarv i Bremen som grundades 1843.
Efter första världskriget slogs AG Weser samman till Deschimag tillsammans med åtta andra varv. Efter andra världskriget återuppstod AG Weser efter att under en period stått inför hot om komplett nedmontering. AG Weser lade ner verksamheten 1983 som en följd av den varvskris som startade i samband med oljekrisen 1973.